# Kopište
Kopište (olaszul: Cazziol) egy lakatlan szigetecske az Adriai-tengerben, Lastovotól nyugatra, Horvátországban. 

## Fekvése
Lastovo szigetétől 7,5 km-re nyugatra fekszik. Északkelet-délnyugati kiterjedésű, hosszúsága 2 km, szélessége 0,9 km. Legmagasabb pontja 93 m. Partvonala tagolt, hosszúsága 7,7 km. Az északnyugati parton van egy tágas öböl, amely a Presma, a Donja és az Orlina öblökbe ágazik el. Közelében két, még kisebb szigetecske, Pod Kopište és Crnac található.